# Kel-Tec PF-9
Le Kel-Tec PF-9 est un pistolet semi-automatique de calibre 9 mm lancé en 2006 par la société Kel-Tec (en) CNC Industries Inc.
Pistolet à culasse verrouillée et à double action uniquement, il dispose d’un chargeur mono-colonne à sept munitions. Le PF-9 est le pistolet 9 mm le plus plat et le plus léger jamais fabriqué en série.

## Description
Basé sur les modèles précédents Kel-Tec P-11 (en) et Kel-Tec P-3AT (en), le PF-9 est fabriqué à Cocoa, en Floride, par Kel-Tec (en) CNC Industries. Utilisant largement les techniques d'usinage, ses six composants principaux comprennent le canon, la glissière, le cadre, la poignée, le groupe de détente et le chargeur. Le canon est fabriqué en acier SAE / AISI 4140 trempé à 48 RHC, et la glissière est construite avec le même acier.
Le châssis, qui abrite le groupe de déclenchement, est constitué d'une billette en aluminium 7075-T56 usinée. Un système de barre de transfert relie le marteau et la gâchette. Une sûreté de bloc de marteau est incorporée qui empêche la décharge accidentelle si le pistolet tombe. La longue queue de détente double action fournit une sécurité supplémentaire (la force de la détente est de 25 N alors qu'elle était de 40 N sur le P-11).
Le système de visée se compose d’un guidon avant fixe et d'une hausse arrière réglable. Trois points blancs soulignent les vues pour une visibilité dans la pénombre.